# Izquierda Democrática (Irlanda)
Izquierda Democrática (Democratic Left) (DL) fue un partido político de la República de Irlanda y de Irlanda del Norte, escindido en 1992 del Partido de los Trabajadores de Irlanda, hasta que en 1999 se integró en el Partido Laborista de Irlanda. Su líder fue Proinsais De Rossa.
La escisión con el Partido de los Trabajadores se produjo cuando se intentaron modificar las estructuras del partido para eliminar los vínculos con el IRA Oficial, y el eurodiputado Proinsias de Rossa y otros 5 parlamentarios de los 7 que tenían en el Dáil Éireann abandonaron el partido. El grupo adoptó el nombre de New Agenda hasta su congreso fundacional.
Se presentó a las elecciones generales del Reino Unido de 1992 y obtuvo 2.133 votos, y en las elecciones para el Foro de Irlanda del Norte de 1996, pero solo obtuvo el 1%, y uno de sus miembros, Seamus Lynch, perdió el asiento en el ayuntamiento de Belfast, aunque Gerry Cullen lo mantuvo en Dungannon en las elecciones de 1993 y 1997. En las elecciones al Dáil Éireann de 1992 obtiene 2,8% y obtuvo 2 de los 6 escaños que tenía anteriormente, aunque ganó dos más en elecciones parciales. En 1994 apoyó la coalición del Fine Gael y Laboristas, en la que de Rossa fue nombrado ministro de bienestar social. En las elecciones de 1997 obtuvo el 2,5% y 4 escaños.
En 1999 se unió al Partido Laborista, cuando Ruairí Quinn fue elegido nuevo líder. De Rossa se mantuvo como eurodiputado hasta 2004, cuando se retiró. En 2002 Pat Rabbitte fue nombrado líder del Partido Laborista, y de los 20 diputados 6 eran de DL. En 2007 dimitió como líder y fue sustituido por Eamon Gilmore, también ex DL.

## Resultados electorales

### Dáil Éireann
| Elecciones | Líder              | # de votos | % de votos | Escaños | +/-         |
| ---------- | ------------------ | ---------- | ---------- | ------- | ----------- |
| 1992       | Proinsias De Rossa | 47 945     | 2,8%       | 4/166   |             |
| 1997       | Proinsias De Rossa | 44 901     | 2,5%       | 4/166   | Sin cambios |

### Asamblea de Irlanda del Norte
| Elecciones | Líder              | # de votos | % de votos | Escaños |
| ---------- | ------------------ | ---------- | ---------- | ------- |
| 1996       | Proinsias De Rossa | 1 215      | 0,2%       | 0/110   |